# Ouragan Elsa (2021)
Pour les articles homonymes, voir Cyclone tropical Elsa.
L’ouragan Elsa est le cinquième cyclone tropical nommé et premier ouragan de la saison 2021 des ouragans de l'Atlantique nord. Cet ouragan capverdien provient d'une onde tropicale sortie de la côte africaine le 27 juin et fait l'objet d'un premier bulletin du National Hurricane Center américain le 29 juin alors qu'il était au milieu de l'Atlantique tropical. Ce système est désigné cyclone tropical potentiel le lendemain et il devient une dépression tropicale le 1er juillet. Rehaussé à tempête tropicale Elsa quelques heures plus tard, il devient un ouragan de catégorie 1 dans l'échelle de Saffir-Simpson en passant sur les Petites Antilles le 2 juillet.
Le 3 juillet, Elsa faiblit en tempête tropicale puis passe entre Hispaniola et la Jamaïque. Le 5 juillet, elle traverse le nord-ouest de Cuba, avant d'émerger dans le golfe du Mexique tôt le lendemain et de remonter le long de la côte ouest de la Floride. Elsa remonte ensuite au large de la côte ouest de la Floride, redevenant durant quelques heures un ouragan, et frappe le comté de Taylor dans le nord en mi-journée du 7 juillet. Par la suite, sa trajectoire s'incurve vers le nord-est, passant sur les Carolines et ressortant sur l'océan à partir de la péninsule de Delmarva et du sud du New Jersey la nuit du 8 au 9 juillet. Longeant la côte, Elsa est passé près de New York et Boston avant de devenir un cyclone extratropical juste avant le golfe du Maine. La dépression des latitudes moyennes a ensuite traversé les provinces de l'Atlantique du Canada le 10 juillet avant de se diriger vers la pointe sud du Groenland le 11 et se dissiper le 14 à l'ouest de l'Islande.
Lors de sa nomination, Elsa a reçu une large attention sur les réseaux sociaux, car la tempête partage le nom du personnage principal du film La Reine des neiges de Disney. Elsa est le cyclone tropical atlantique nommé le plus tôt en saison si à l'est et le cinquième le nommé le plus tôt, battant la tempête tropicale Edouard de 2020.
Elsa a causé des dégâts importants à plusieurs îles des Petites Antilles comme ouragan de catégorie 1. Redevenue tempête tropicale, elle a donné des pluies abondantes à Hispaniola, la Jamaïque et Cuba avant de frapper le nord de la Floride et la côte est de l'Amérique du Nord. La tempête a fait 4 morts dans les Antilles et un en Floride, en plus de nombreux blessés et de 9 disparus lors d'un naufrage dans le détroit de Floride.

## Évolution météorologique
Le 27 juin, une onde tropicale est sortie de la côte africaine. Le NHC a commencé à la mentionner sur ses aperçus tropicaux deux jours plus tard alors qu'elle était à environ 1 300 km au sud-ouest du Cap-Vert. La probabilité d'un développement tropical a dépassé le 50 % le 30 juin alors qu'un centre dépressionnaire est apparu à mi-chemin entre l'Afrique et les Petites Antilles sous l'onde tropicale. À 21 h UTC, le NHC émit son premier bulletin concernant le cyclone tropical potentiel Cinq situé à 1 920 km à l'est des Îles du Vent. Une veille de tempête tropicale fut émise pour Saint-Vincent-et-les-Grenadines, Sainte-Lucie, la Barbade, la Guadeloupe et la Martinique, dans les Antilles,.

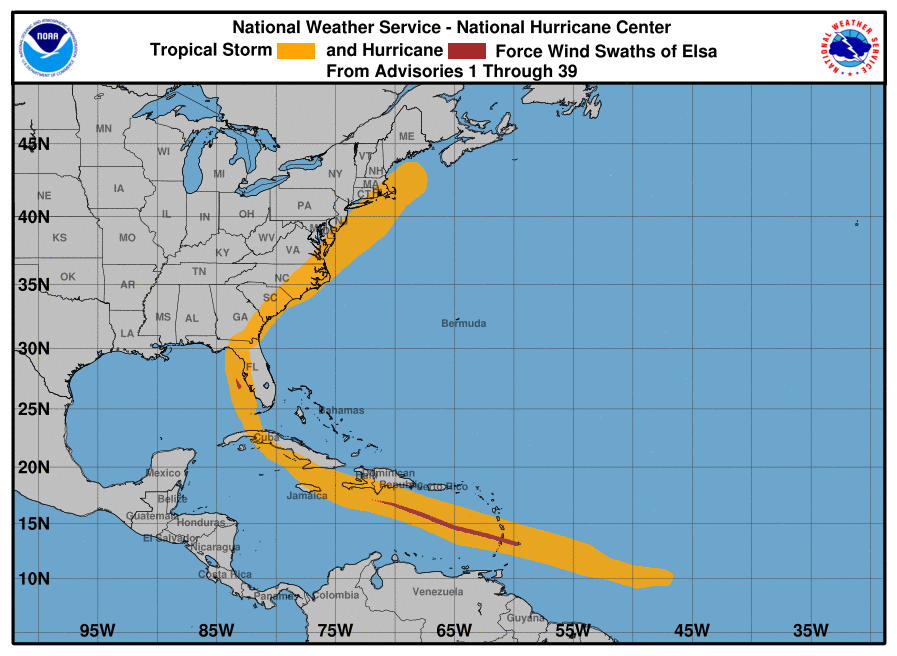
Trajectoire des vents de tempête (orange) et d'ouragan (rouge) de l'ouragan Elsa.

À 3 h UTC le 1er juillet, le NHC reclassa Cinq en dépression tropicale alors que ses nuages devenaient plus organisés. La veille de tempête tropicale fut remplacée par une alerte de tempête tropicale pour la Barbade, Sainte-Lucie et la Martinique. Six heures plus tard, le système s'intensifia en tempête tropicale, auquel le NHC attribua le nom Elsa. Cette intensification permit à Elsa de briser le record de la cinquième tempête d'une saison s'étant formée le plus hâtivement, battant la tempête tropicale Edouard de 2020. La veille de tempête tropicale en vigueur à Saint-Vincent-et-les-Grenadines fut remplacée par une alerte de tempête tropicale. La nuit du 1er au 2 juillet, les veilles et alertes cycloniques furent allongées au reste des îles du Vent, à la côte sud et ouest d'Hispaniola et à la Jamaïque.
À 11 h 45 UTC, le 2 juillet, à l'occasion d'un bulletin spécial, Elsa fut élevé au statut d'ouragan de catégorie un, basé sur les données recueillies au sol sur la Barbade de vents soutenus ayant été mesurés à environ 120 km/h, juste après être passé à l'ouest de l'île. À 15 h UTC, l'ouragan est passé juste au nord de Saint-Vincent-et-les-Grenadines pour entrer dans la mer des Caraïbes. Elsa a continué à s'intensifier et Cuba fut ajouté dans la liste des avertissements à 21 h UTC alors que le système se déplaçait rapidement à 48 km/h.
Le 3 juillet, après avoir pris un tournant vers l'ouest-nord-ouest, l'ouragan se dirigeait vers la côte sud d'Hispaniola tout en perdant légèrement de son intensité à cause d'un cisaillement modéré des vents en latitude. À 15 h UTC, le NHC rétrogradait le système au niveau de tempête tropicale à la suite du rapport d'un avion de reconnaissance et de l'apparence du système sur les images du satellite météorologique. Par la suite, Elsa a longé la côte sud d'Haïti et en soirée est arrivée entre Haïti et la Jamaïque en faiblissant encore un peu. Le sud de la Floride s'est ajouté à l'alerte cyclonique.
Le 4 juillet, Elsa est passée au nord de la Jamaïque en direction de Cuba en diminuant son déplacement à 20 km/h. À 21 h UTC, elle est passée juste à l'ouest du Cap Cruz alors que ses vents soutenus jusqu'à 95 km/h affectaient le sud-ouest de Cuba. Par la suite, la tempête a longé la côte cubaine. À 15 h UTC le 5, elle s'approchait de Cayo Largo et a touché 3 heures plus tard la côte cubaine sur la péninsule de Zapata.
À 2 h UTC le 6, Elsa est ressortie un peu affaiblie sur le détroit de Floride, juste à l'est de la Havane. La tempête est passée ensuite juste à l'ouest des Keys de Floride au matin, puis s'est mise à remonter vers le nord au large de la côte ouest de la Floride, qui a été mis en alerte d'ouragan, tout en reprenant de l'intensité.
À 0 h UTC le 7, Elsa est redevenu temporairement un ouragan très compact de catégorie 1 à 165 km au sud-sud-ouest de Tampa, ses vents étant estimés par le radar météorologique NEXRAD de cette ville. Six heures plus tard, le NHC le rétrogradait à nouveau à tempête tropicale à cause de l'interaction avec de l'air sec et de la friction avec la côte. À 15 h UTC, le NHC a annoncé que la tempête entrait sur la côte nord de la Floride, dans le comté de Taylor, avec des vents soutenus de 100 km/h. Les avertissements cycloniques ont été allongés à une bonne partie de la côte est des États-Unis jusqu'à New-York, puis à Boston.
Après être entré dans le sud-est de la Géorgie, sa trajectoire s'est incurvée vers le nord-est pour suivre de près la côte dans les Carolines, maintenant son intensité et ses vents autour de 70 km/h. À 3 h UTC le 9 juillet, Elsa est arrivé à la baie de Chesapeake montrant des signes de transition extratropicale avec l'approche d'une onde courte météorologique arrivant des Grands Lacs. Durant la nuit, la tempête a traversé la péninsule de Delmarva puis est ressorti sur l'océan près d'Atlantic City (New Jersey) avec des vents soutenus de 85 km/h. Après avoir passé sur l'est de Long Island (14 h 30) et être entrée sur le Rhode Island (16 h 15), Elsa fut déclaré post-tropical à 18 h UTC alors qu'elle était à 30 km à l'ouest de Plymouth (Massachusetts),. Le dernier bulletin du NHC a été émis à 21 h UTC lorsque l'ex-Elsa était dans le golfe du Maine.
Le faible cyclone extratropical est ensuite passé sur le sud du Nouveau-Brunswick, l'île-du-Prince-Édouard et le nord de Terre-Neuve le 10 juillet. Il est passé au sud du Groenland le lendemain. Le système avant de s'être transformer en creux barométrique le 14 à l'ouest de l'Islande.

## Préparatifs

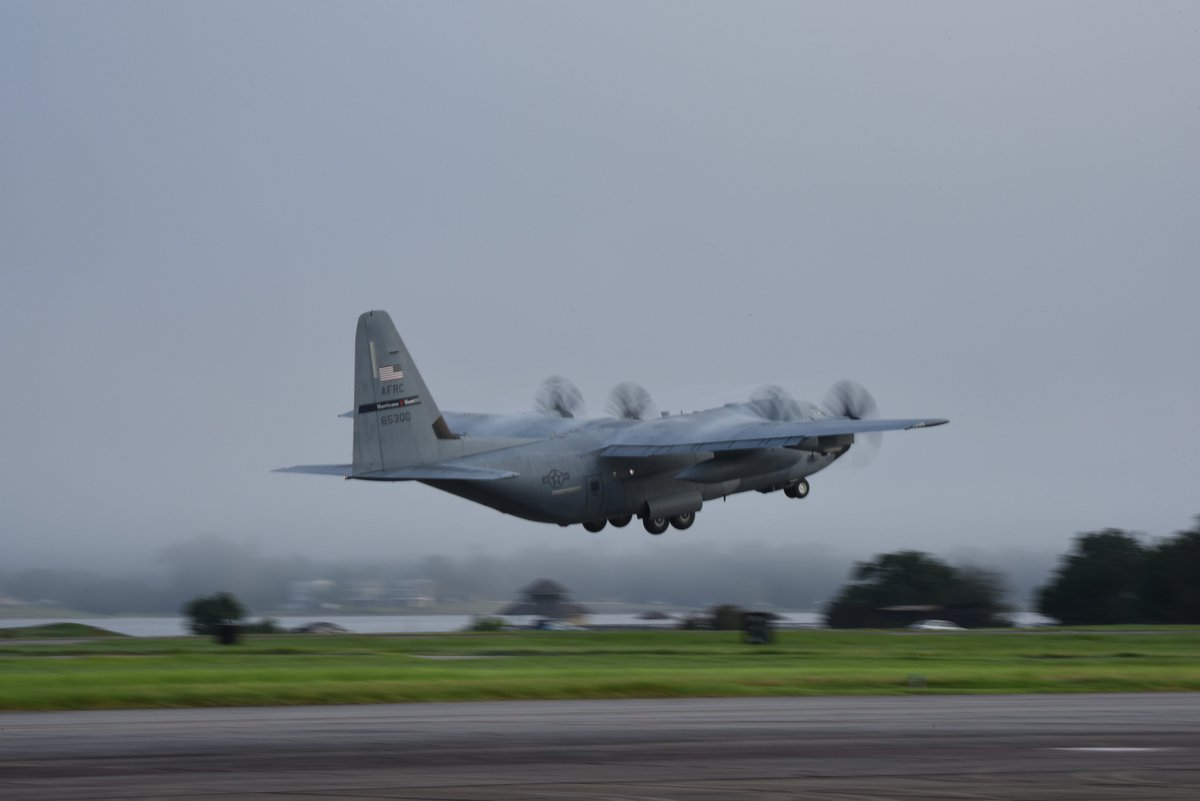
Chasseurs de cyclones décollant de Homestead Air Reserve Base pour sonder Elsa le 1 juillet.

Des alertes cycloniques furent émises par le NHC et les autorités locales des pays menacés. Les autorités haïtiennes ont utilisé les médias sociaux pour alerter les gens à propos de la tempête, exhortant les communautés côtières et montagneuses à évacuer. L'Agence de protection civile a déclaré que « tout le pays [était] menacé ». La violence des gangs dans le pays a connu un pic récent et cela a forcé des milliers de personnes à fuir leurs maisons. Une pénurie de nourriture et d'eau du CPA a exacerbé ces problèmes. Le directeur Jerry Chandler a déclaré à l'Associated Press que les responsables sont toujours en train de déterminer comment envoyer des fournitures dans la région sud d'Haïti.
Le 2 juillet, le gouverneur de Floride Ron DeSantis a déclaré l'état d'urgence pour 15 comtés de l'État. Les fonctionnaires ont prévu de protéger l'équipement utilisé pour rechercher les survivants de l'effondrement de l'immeuble en copropriété Surfside alors les vents violents d'Elsa pouvaient provoquer un effondrement supplémentaire de la structure. En conséquence, les équipes de secours ont suspendu leur recherche des 121 personnes manquantes et, dans la nuit du 4 juillet, ont démoli la partie de la copropriété qui avait survécu à l'effondrement. Le même jour, le président Joe Biden a approuvé la déclaration d'urgence et l'aide fédérale de l'  Agence fédérale de gestion des urgences (FEMA) alors qu’Elsa se rapprochait de la côte sud de la Floride.
À Cuba, 180 000 personnes ont été évacuées du centre-ouest de Cuba le 5 juillet alors qu’Elsa approchait de la partie ouest du pays. En Jamaïque, 13 refuges ont été ouverts à travers le pays, avec environ 30 personnes hébergées.

## Impact
| Pays                   | Décès directs | Manquants | Dommages ($US)    | Réf.   |
| ---------------------- | ------------- | --------- | ----------------- | ------ |
| Cuba                   | 0             | 9         | N/D               | [ 29 ] |
| États-Unis             | 1             | -         | >775 millions $US | ,      |
| République dominicaine | 2             | -         | N/D               | [ 31 ] |
| Sainte-Lucie           | 1             | -         | 34 millions       | ,      |
| Venezuela              | 1             | -         | N/D               | [ 32 ] |
| Total                  | 5             | 9         | >875 millions $US | [ 1 ]  |

### Petites Antilles et côte sud-américaine
Elsa a causé des dégâts importants à plusieurs des Petites Antilles comme ouragan de catégorie 1, plus particulièrement à la Barbade où plus de 1 100 personnes ont signalé des maisons endommagées, dont 62 complètement effondrées, et à Sainte-Lucie où on a rapporté un décès.

#### Barbade

Passage de l'ouragan Elsa sur la Barade le 2 juillet.

Elsa y a donné jusqu'à 203 mm de pluie et des vents soutenus de 119 km/h,. L'ensemble de l'île de la Barbade a perdu de l'électricité, avec 24 poteaux électriques renversés et 74 rapports d'arbres déracinés. L'hôpital Queen Elizabeth a subi des dommages à la suite de l'ouragan, avec des sections de son toit soulevées et des fenêtres soufflées. Vingt des 98 sites de télécommunication Flow ont été endommagés et étaient hors ligne. Tous les vols de l'aéroport international Grantley-Adams ont été suspendus le 3 juillet, en raison de dommages structurels mineurs et de pannes de courant. Au moins 500 incendies liés à des poteaux électriques ont été déclenchés par Elsa, dont un à l'aéroport international.

#### Saint-Lucie et Saint-Vincent
À Sainte-Lucie, un toit s'est effondré sur un couple de personnes âgées, les deux ont nécessité un sauvetage. Des pannes de courant se sont produites sur l'île en raison d'arbres, de branches et d'autres débris tombant sur les lignes électriques. Environ 90 % de tous les clients de l'île ont perdu de l'électricité à un moment donné pendant l'ouragan. Les services d'urgence locaux ont reçu des rapports d'arbres, de branches et de lignes électriques abattus, ainsi que de dommages au toit. La majorité des dommages à Sainte-Lucie se sont produits dans le secteur agricole, en particulier concernant la récolte de bananes, entraînant un total de dommages de 34 millions de dollars US.
À Saint-Vincent-et-les Grenadines, au moins 43 maisons ont été gravement endommagées, ainsi que trois commissariats. De nombreuses parties de l'île se remettaient encore de l'éruption explosive de La Soufrière plus tôt en avril tandis qu'une grande partie de l'île a perdu l'électricité et l'accès à l'eau potable à la suite de l'ouragan. Le pays insulaire a signalé des pertes importantes de bétails et à l'agriculture, avec les plus notables dans les cultures de banane plantain, dont une grande partie a déjà été détruite par l'éruption volcanique sur l'île.

#### Autres îles
De nombreux vols de Caribbean Airlines à destination de la Barbade, de la Grenade, de Saint-Vincent et de la Guyane ont dû être annulés en raison du mauvais temps . Sur l'île de Grenade, la police a signalé des inondations dans les paroisses de St. Andrew et St. George. Dans la capitale St. George, de graves inondations ont laissé une route submergée.
Un homme de 67 ans a subi des blessures à la tête lorsqu'une petite éolienne est tombée sur sa voiture en Martinique. Des rapports d'arbres tombés et de poteaux électriques ont été reçus dans toute l'île, avec plus de 40 000 foyers privés d'électricité.
Bien que Trinité-et-Tobago n'a pas été directement touché par Elsa, le ministère du Développement rural et des Gouvernements locaux a publié des rapports faisant état d'arbres abattus et d'inondations à Port-d'Espagne, à Diego Martin, dans les régions de San Juan-Laventille, de Sangre Grande, de Couva–Tabaquite–Talparo, de Rio Claro-Mayaro et de Siparia. La Water and Sewage Authority a signalé que les pluies torrentielles ont troublé l'eau des rivières utilisées par plusieurs usines de traitement des eaux dans le nord de Trinidad. En conséquence, l'approvisionnement en eau a été affecté. Dans la région de San Juan–Laventille, un mur de soutènement s'est effondré et des glissements de terrain ont été signalés. Un autre glissement de terrain s'est produit à Siparia.

### Venezuela
Dans le nord-est du Venezuela, les fortes pluies ont provoqué des inondations à Caracas et un homme a été tué par la chute d'un arbre près du Museo de Bellas Artes.

### Grandes Antilles

Elsa passant entre Haïti et la Jamaïque le 4 juillet, en direction de Cuba.

#### Cuba
Les rafales de vent au Cap Cruz ont dépassé 100 km/h et une onde de tempête de 1,5 m a frappé d'autres parties du sud de Cuba,. Dans la province de Granma, la ville de Bayamo a connu de fortes pluies provenant des bandes extérieures d’Elsa. Le Conseil municipal de défense de Pilón a signalé des dommages à l'agriculture et à plusieurs maisons en raison de coulées de boue causées par les inondations dans les montagnes de la province.
Un barrage à Pilón aurait également débordé en raison de l'accumulation de 122 mm dans la région, selon l'Institut national des ressources hydrauliques de Granma,. C'est 11 823 familles ont perdu l'électricité dans l'est de Cuba à cause de la tempête.
Le 6 juillet, Elsa touchait la côte près du marais de Zapata. À Cienfuegos, les habitants ont signalé de très fortes précipitations ainsi que des crues soudaines  quelques heures après son arrivée. Les villes de Jiabcoa, province de Villa Clara, et Arroyo Pretiles ont été coupées par l'inondation de la rivière Jibacoa, la région ayant reçu 122 mm de pluie en 3 heures. À Arroyo Naranjo, municipalité de La Havane, il est tombé 256 mm.
Le 7 juillet, un bateau de migrants qui avait quitté Cuba a chaviré dans le détroit de Floride, jetant 22 personnes à la mer. L'équipage d'un vraquier a repéré des survivants à environ 26 milles (42 km) au sud-est de Key West et la garde-côtière des États-Unis a pu en sauver plus. Au total, 13 personnes ont été secourues et 9 personnes étaient toujours portées disparues au 8 juillet. Deux navires garde-côtes et un équipage aérien ont continué à rechercher les autres victimes.

#### Hispaniola
En Haïti, les dégâts ont été relativement limités alors qu’Elsa passait près de la péninsule de Tiburon, bien qu'il y ait eu des dégâts aux cultures de banane et de maïs, ainsi qu'aux toits de certaines structures, aucune autre dommage important aux infrastructures n'a été signalé.
Redevenu tempête tropicale, elle a fait deux morts en République dominicaine, un garçon de 15 ans et une femme de 75 ans, par l'effondrement d'un mur. Les inondations dans la province de San Cristóbal ont forcé l'évacuation de 100 habitants. À Saint-Domingue, des vagues de 3,66 à 4,27 m ont emporté des débris. Environ 16 000 personnes ont perdu l'électricité dans le pays tandis que 51 maisons ont été endommagées par la tempête. Dans la province de San José de Ocoa, en raison de la crue de la rivière Nizao, 3 maisons ont été endommagées par les inondations, tandis que les communautés de La Estretchura, Monte Negro et Quitasueño ont été isolées.

#### Jamaïque
Les crues soudaines causées par Elsa ont rendu les routes impraticables à travers Sainte-Catherine et Portmore. Plusieurs collectivités de Kingston et des paroisses de Saint Andrew, Saint Thomas, Sainte Catherine et Clarendon ont également été inondées. Un ravin de Clarendon a débordé, obligeant les résidents des environs à rester coincés dans leurs maisons. Plusieurs vols à l'aéroport international Donald-Sangster ont été suspendus du 4 au 5 juillet en raison de conditions météorologiques difficiles. Treize refuges ont été ouverts à travers le pays, avec environ 30 personnes hébergées.

### États-Unis

#### Floride

Elsa passant au large de la Floride le 6 juillet.

Elsa affecta la côte ouest de l'État et les Keys de Floride, bien que la pluie ait trempé le site de l'effondrement du condo Surfside et que la foudre ait forcé les travailleurs à arrêter de chercher des corps et des survivants pendant deux heures le 6 juillet. Dans les Keys, Elsa a laissé plus de 110 mm de pluie à l'aéroport de Key West et 89 mm à Little Torch Key. La plus grande accumulation dans l'État a été enregistrée à Port Charlotte avec 276 mm. Key West a connu une rafale de 113 km/h. L'onde de tempête a atteint 0,6 à 0,9 m à Tampa et 0,49 m à Port Manatee et à Clearwater Beach dans la même région. Les impacts furent minimes, dont des arbres abattus, des toits envolés et certaines routes inondées,.
Le 7 juillet, alors que la tempête traversait le nord de la Floride et la Géorgie, une personne a été tuée à Jacksonville lorsqu'un arbre est tombé et a heurté deux voitures. Une tornade a également été signalée à Jacksonville.

#### Géorgie, Carolines, Virginie et Delmarva

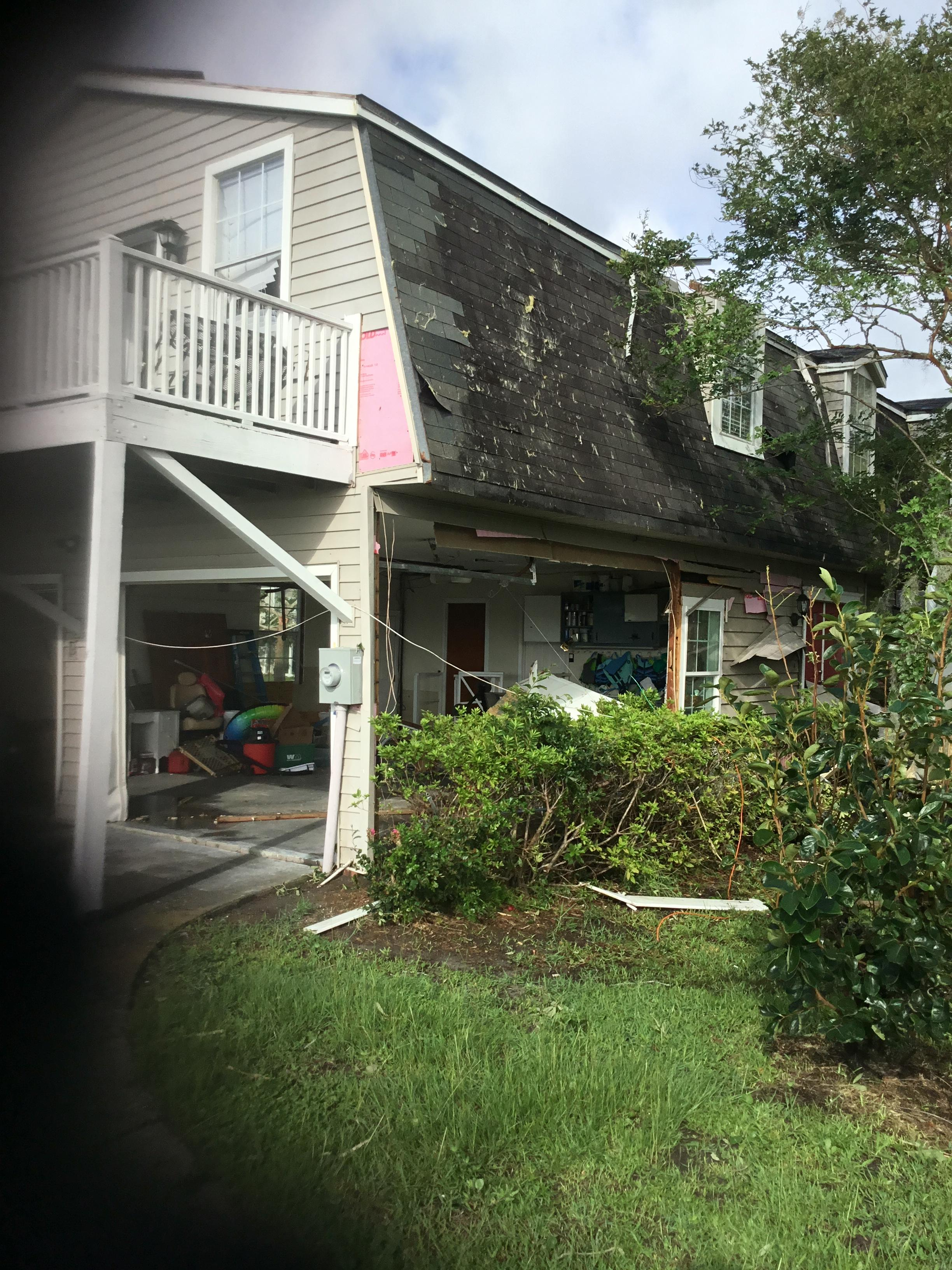
Dommages à une maison de Saint Marys (Géorgie) par la tornade EF-1 de la base navale de Kings Bay.

Le 7 juillet, une tornade engendrée par le système a blessé 17 personnes, dont une femme enceinte, sur un terrain de camping remplis de véhicules récréatifs à la base navale de Kings Bay dans le sud-est de la Géorgie. Certains bâtiments de la base et des voitures furent également endommagés, bien qu'aucun sous-marin n'ait été affecté,.
Plus de 150 mm de pluie sont tombés dans certaines parties de la côte de la Géorgie et de la Caroline du Sud. Les accumulations les plus fortes en Géorgie furent de 208 mm sur l’île de Skidaway et en Caroline du Sud de 182 mm à Beaufort. Au moins une tornade fut confirmée dans la ville de Fairfield (Virginie) et une autre à Suffolk (Virginie). Des dizaines de rapports de grêle et de vents violents ont été signalés le long de la côte. La pluie a provoqué des inondations dont au centre-ville de Charleston (Caroline du Sud). Dans le Maryland, la péninsule de Delmarva, à Virginia Beach, Richmond et Raleigh, jusqu'à 125 mm de pluie sont tombés.
Le 8 juillet au soir, plus de 38 000 foyers et entreprises étaient dans le noir à travers la Caroline du Sud et plus de 60 000 clients étaient privés d'électricité, de la Virginie jusqu'à New York, selon PowerOutage.US.

#### Nord-est
Elsa a donné des rafales de vent de force ouragan le long de la côte du New Jersey et de fortes pluies sur les États du nord-est, y compris la ville de New York et les environs. Une onde de tempête de 2,1 pieds (0,6 m) a été enregistrée à Atlantic City mais les impacts furent minimes. Des arbres abattus et des lignes électriques endommagées ont été signalés. Deux tornades dans le New Jersey le 9 juillet ont été confirmées par le National Weather Service, soit une tornade EF1 avec des vents de 160 km/h qui a touché le sol à Woodbine vers 2 h 40 locale et une tornade EF0 avec des vents de 130 km/h qui a touché le sol dans le canton de Little Egg Harbor vers 3 h 33 du matin.
Les routes ont été inondées dans le Connecticut, où jusqu'à 125 mm de pluie sont tombés. Du centre du Connecticut jusqu'au sud-est du Maine se sont produites des pluies torrentielles. Les précipitations ont encore augmenté près de l'Interstate 95 en raison de l'interaction d’Elsa avec un front stationnaire venant du Canada. Jusqu'à 57 mm de pluie sont tombés à New York lors de la première série d'orages en fin d'après-midi du 8 juillet. Plus de 40 mm est tombé en seulement une heure, soit parmi les 10 chutes horaires les plus importantes au cours des 80 dernières années pour la ville. Le service de Metro-North Railroad a été suspendu localement en raison d'un glissement de terrain provoqué par la pluie sur les voies à West Haven (Connecticut). Certains endroit sous un viaduc et autoroutes ont été inondés et plus d'un douzaines d'automobilistes ont dû être rescapés dans les eaux de crue sur la Major Deegan Expressway dans le Bronx. De l'eau s'est déversée dans plusieurs stations de métro de la ville de New York , provoquant la suspension du train A de la 181e rue à la 207e. Le matin du 9 juillet, Elsa a laissé tomber au autre 40 mm de pluie, aggravant le problème des inondations.

### Canada
Les rafales ont atteint 100 km/h au Cap-Breton (Nouvelle-Écosse) et des rapports indiquent que la région d'Halifax a reçu des rafales de vent de 83 km/h. À l'Île-du-Prince-Édouard, des vents violents avec des rafales à 70 km/h ont été rapportés.
Au Nouveau-Brunswick, un creux frontal a occasionné de la pluie forte ainsi que des orages isolés sur certaines parties de la province bien à l'avant de la pluie associée à la tempête post-tropicale Elsa. L'effet conjugué de ces deux systèmes a généré de 50 à 100 mm de pluie de façon généralisée sur la province dont 92 mm à Miramichi, 87 mm à Saint-Jean et 64 mm à Fredericton selon le Service météorologique du Canada,. L'île-du-Prince-Édouard a reçu de 25 à 50 mm de pluie.
Le même front, suivi des restes d’Elsa, a affecté la péninsule ouest de Terre-Neuve, ainsi que le sud-est du Labrador, donnant de 25 à 75 mm en 36 à 48 heures. Les  rafales ont soufflés jusqu'à 104 km à Wreckhouse dans le sud-ouest de Terre-neuve, et de 50 à 90 km/h ailleurs.
Les pannes de courant ont affecté au moins 50 000 foyers dans les provinces maritimes, la plus grande partie dans le sud-ouest du Nouveau-Brunswick.

## Statistiques
- Elsa est devenue une tempête tropicale plus à l'est dans la région principale de développement (MDR) que tout autre cyclone tropical si tôt dans une saison, derrière seulement l'ouragan de Trinidad de 1933[78],[79] ;
- Elsa s'est renforcée pour devenir un ouragan de catégorie 1 ce qui en fait l'ouragan le plus à l'est enregistré dans le MDR, au sud de 23,5°N, au début de l'année depuis 1933[78],[79] ;
- À cette époque, Elsa se déplaçait à une vitesse avant de 50 km/h, ce qui en fait le cyclone tropical atlantique le plus rapide enregistré subissant une intensification rapide dans les tropiques profonds ou le golfe du Mexique, et aussi la première tempête à subir une intensification rapide dans cette partie de l'Atlantique au début de l'année depuis une autre tempête en 1908[80],[81] ;
- Elsa a brisé le record de la cinquième tempête d'une saison s'étant formée le plus hâtivement, battant la tempête tropicale Edouard de 2020[82] ;
- Depuis 1950, Elsa est le quatrième ouragan qui affecte les Îles Sous-le-Vent en juillet. Les autres : Abby en 1960, Bertha en 1996 et Emily en 2005.